# Consell de Justícia de Catalunya
El Consell de Justícia de Catalunya és un òrgan de govern del Poder Judicial a Catalunya previst a l'Estatut d'Autonomia de Catalunya de 2006 que encara no s'ha pogut constituir, degut a la sentència 31/2010 del Tribunal Constitucional espanyol sobre l'Estatut català i a la necessitat de reformar la Llei Orgànica del Poder Judical, que avui dia resta sense realitzar-se.
El Consell de Justícia de Catalunya ha d'actuar com a òrgan desconcentrat del Consell General del Poder Judicial d'Espanya sens perjudici de les competències d'aquest darrer.

## Composició
D'acord amb l'Estatut (art. 99), el Consell ha d'estar integrat pel President del Tribunal Superior de Justícia de Catalunya, que el presideix, i pels membres nomenats entre jutges, magistrats fiscals o juristes de reconegut prestigi. El Parlament de Catalunya ha de designar els membres que determini la llei.
La Sentència del Tribunal Constitucional 31/2010 va declarar inconstitucional l'incís relatiu al President del Tribunal Superior com a membre i president del Consell.

## Atribucions
Les atribucions més importants del Consell de Justícia de Catalunya respecte als òrgans jurisdiccionals situats al territori de Catalunya són, segons l'Estatut d'Autonomia i tenint en compte la Sentència del Tribunal Constitucional 31/2010 que l'interpreta (art. 98.2 EAC):
- Precisar i aplicar, a Catalunya, els reglaments del Consell General del Poder Judicial.
- Informar sobre les propostes de revisió, delimitació i modificació de les demarcacions territorials dels òrgans jurisdiccionals i sobre les propostes de creació de seccions i jutjats.
- Presentar una memòria anual al Parlament sobre l'estat i el funcionament de l'Administració de justícia a Catalunya.